# 殷高路駅
座標: 北緯31度19分21秒 東経121度29分28秒 / 北緯31.32255度 東経121.491度
殷高路駅（いんこうろえき）は中華人民共和国上海市宝山区高境鎮と楊浦区新江湾城街道の境界、国権北路と殷高路・殷高東路の交差点に位置する上海軌道交通18号線の駅。

## 駅構造
島式ホーム1面2線の地下駅で、出口は3箇所ある。

## 駅出口
- 1号出口 - 国権北路
- 2号出口 - 殷高東路
- 3号出口 - 殷高路

## 隣の駅
上海軌道交通
 18号線
長江南路駅 - 殷高路駅 - 上海財経大学駅